# هيو فولي
هيو فولي (بالإنجليزية: Hugh Foley)‏ هو مجدف أمريكي، ولد في 3 مارس 1944 في سياتل في الولايات المتحدة.

## وصلات خارجية
- هيو فولي على موقع الاتحاد الدولي للتجديف (الإنجليزية)
- هيو فولي على موقع اللجنة الأولمبية الدولية (الإنجليزية)
- هيو فولي على موقع أوليمبيديا (الإنجليزية)